# Mourad Moussaïev
Mourad Olegovitch Moussaïev (en russe : Мурад Олегович Мусаев) est un entraîneur de football russe né le 10 novembre 1983 à Krasnodar. Il entraîne le FK Krasnodar depuis mars 2024.

## Biographie

### Premiers postes (2005-2018)
Natif de Krasnodar, Moussaïev poursuit des études d'entraîneur au cours de sa jeunesse à l'Université locale de culture physique, des sports et du tourisme. Il intègre ensuite dès 2005 l'encadrement technique du Krasnodar-2000, en troisième division russe, en tant qu'entraîneur des équipes de jeunes du centre de formation. Il officie à ce poste jusqu'à la disparition du club en début d'année 2011 avant de rejoindre dans la foulée le FK Krasnodar où il obtient une position similaire. En parallèle, il dirige brièvement la sélection russe des moins de 18 ans entre septembre et décembre 2016, dirigeant celle-ci lors du tournoi international de Limoges, en France, où il affiche un bilan de deux victoires contre la Roumanie et l'Uruguay et un match nul face à l'hôte français pour terminer deuxième du tournoi derrière ces derniers. Nommé à la tête de l'équipe principale de jeunes du FK Krasnodar durant l'été 2016, sa première saison au sein du championnat des jeunes le voit terminer quatrième, tandis qu'il remporte la coupe nationale des jeunes en fin d'année 2016 et se qualifie pour l'UEFA Youth League. Large vainqueur du Kaïrat Almaty puis du Budapest Honvéd, il amène ainsi l'équipe au stade des barrages pour la phase finale, où celle-ci est finalement vaincue par le Real Madrid aux tirs au but en février 2018.

### FK Krasnodar (2018-2021)
Peu après cette élimination, le début du mois d'avril est marqué par le renvoi de l'entraîneur de l'équipe première Igor Chalimov et son remplacement par Moussaïev en tant qu'intérimaire, qui devient le plus jeune entraîneur du championnat à l'âge de 34 ans,. Reprenant l'équipe en cinquième position, il remporte quatre des six derniers matchs de la saison en championnat et accroche finalement la quatrième position, échouant à deux points d'une qualification en Ligue des champions. Il est par la suite nommé entraîneur à plein temps, mais uniquement de facto du fait de sa non-possession d'une licence UEFA Pro, son adjoint Oleg Fomenko devenant alors entraîneur de jure pour l'exercice 2018-2019. Sous ses ordres, le club prend part à la lutte pour le titre durant la fin de la première partie de la saison, se plaçant deuxième à deux points du Zénith Saint-Pétersbourg à la trêve hivernale. Une mauvaise reprise le voit cependant abandonner rapidement cette ambition, bien qu'il parvienne tout de même à accrocher le podium et à qualifier le club en Ligue des champions pour la première fois de son histoire. Il intègre en parallèle dans l'équipe première plusieurs joueurs du centre de formation qu'il a entraîné précédemment, tels qu'Ivan Ignatiev et Magomed-Chapi Souleïmanov, qui contribuent activement aux performances de l'équipe.
Peu après la fin de la saison, il obtient à la mi-juin 2019 une licence UEFA de catégorie A, et après avoir réussi l'examen d'entrée dans le cadre de la formation pour obtenir une licence Pro durant le mois de juin 2020, Moussaïev peut enfin être inscrit légalement comme entraîneur de Krasnodar, ce qui est chose faite dans la foulée. Il amène ensuite le club à nouvelle troisième place lui permettant de se qualifier à nouveau pour la Ligue des champions.
Durant la phase qualificative qui s'ensuit, Krasnodar parvient cette fois à s'imposer face au PAOK Salonique et à accéder à la phase de groupes. Tiré par la suite dans le groupe E en compagnie de Chelsea, Séville et du Stade rennais, l'équipe termine en troisième position avec un bilan d'une victoire pour deux matchs nuls et trois défaites et est repêchée en phase finale de la Ligue Europa. En parallèle, sur le plan domestique, l'effectif du club est mis à mal par plusieurs blessures et cas de Covid-19 poussant à la mise en quarantaine de certains joueurs. Cela se traduit par une première partie de saison très difficile en championnat qui voit Krasnodar stagner dans le milieu du classement,. La reprise s'accompagne de nouvelles déceptions pour l'équipe qui est éliminée d'entrée en seizièmes de finale de la Ligue Europa par le Dinamo Zagreb puis en Coupe de Russie par le FK Sotchi durant la deuxième partie du mois de février 2021. Les performances en championnat demeurent elles aussi médiocres avec notamment deux revers cinglants face au Spartak Moscou (1-6) et l'Akhmat Grozny (0-5), équipe luttant pourtant pour se maintenir. Cette dernière défaite signe la fin définitive du mandat de Moussaïev qui démissionne le 3 avril, trois ans jour pour jour après sa prise de fonction.
Le 30 octobre 2021, Moussaïev devient le nouvel entraîneur du club azerbaïdjanais du Sabah FC, où il s'engage jusqu'à la fin de la saison 2022-2023.

## Statistiques
| FK Krasnodar | 3 avril 2018    | 3 avril 2021     | 125 | 56  | 29 | 40 | 44,8 |
| Sabah FC     | 30 octobre 2021 | 1er février 2024 | 87  | 48  | 16 | 23 | 55,2 |
| FK Krasnodar | 14 mars 2024    | en cours         | 0   | 0   | 0  | 0  | 0,0  |
| Total        | Total           | Total            | 212 | 104 | 45 | 63 | 49,1 |